# Surf
Surf of surfrock is een muziekstijl die in 1961 in Zuid-Californië is ontstaan. Aan de basis staan Dick Dale & The Del-Tones en The Bel-airs, zij spelen instrumentale muziek in de stijl van Duane Eddy, The Fireballs en The Ventures, die de jonge beoefenaars van het surfen bij stranden doet denken aan hun sport. Kenmerkend voor surfmuziek is de staccatosound gespeeld op Fender Jazzmaster- en Jaguargitaren, die via een Fender Showman-versterker en Fender Reverb-nagalm-unit tot stand komt.

## Surfmuziek (1961-1965)

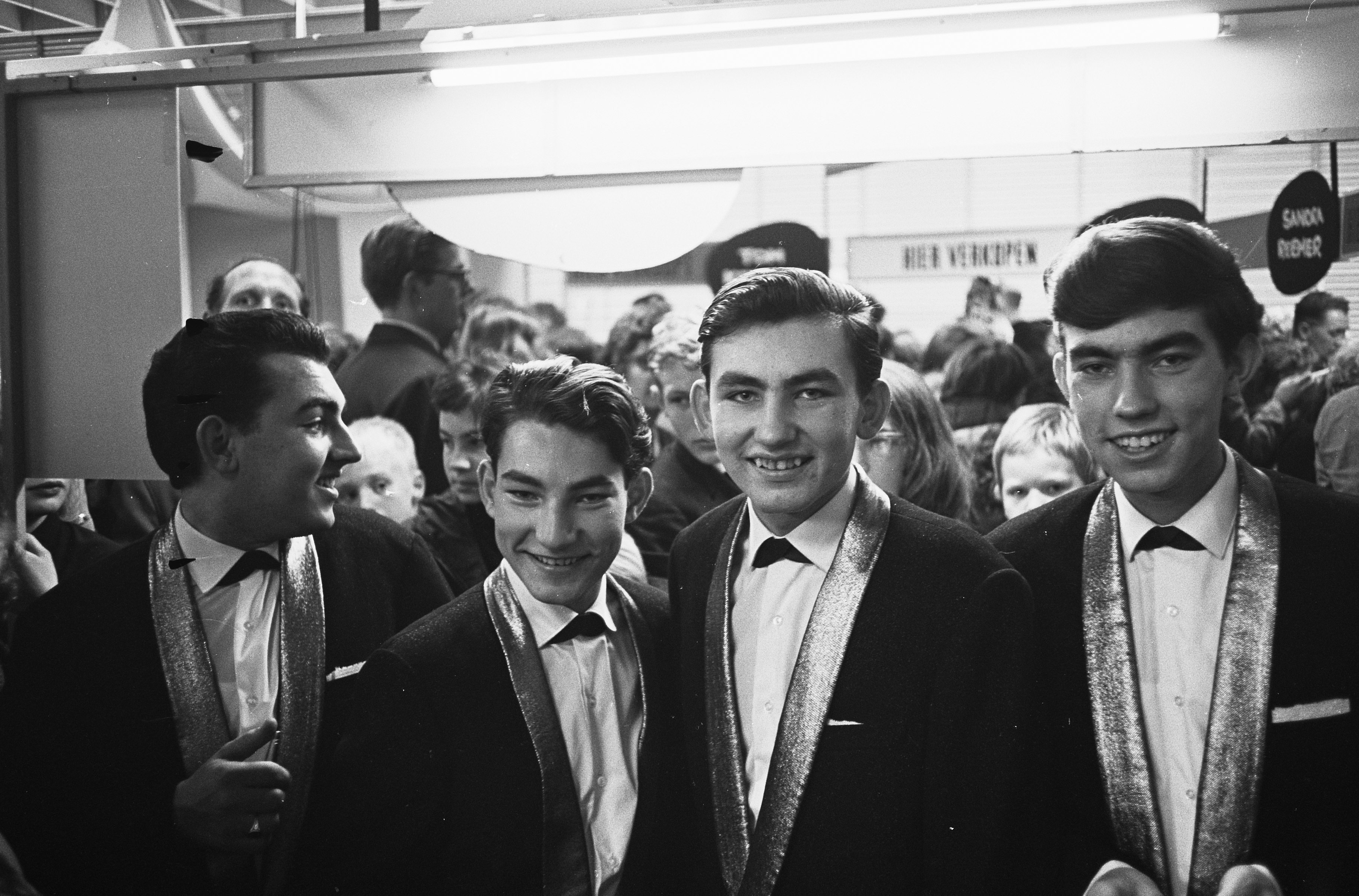
Hurricane Strings (1963)

Surfmuziek is een antwoord op de complexe studioproducties van onder anderen Phil Spector, die voor beginnende bands moeilijk na te spelen zijn. In navolging van vooral Dick Dale ontstonden honderden garagegroepen, die teruggaan naar de basis van rock-'n-roll. In 1963 scoorden in de VS bands als The Chantays met Pipeline en The Surfaris met Wipe Out grote instrumentale hits. Een belangrijke rol is ook weggelegd voor onder andere The Astronauts, The Challengers, Eddie & The Showmen, The Lively Ones, The Pyramids, Ronny & the Daytonas, The Tornadoes (niet te verwarren met de Britse groep The Tornados) en The Trashmen. The Beach Boys zijn de belangrijkste exponenten van de vocale kant van de surfmuziek. Zij scoren hits als Surfin' U.S.A., Surfin’ Safari en Surfin' Bird, maar in 1965 is hun geluid al danig ingewikkeld en vergelijkbaar met de fameuze wall of sound van Phil Spector.
De godfathers van de instrumentale surf in Australië zijn The Atlantics.

## Surfrevival
Aan het einde van de jaren tachtig kwam er een opleving van de surfmuziek, maar die bleef vooral beperkt tot de indie-scene. De bekendste vaandeldragers daarvan zijn Man or Astro-Man?, Shadowy Men on a Shadowy Planet, Laika & the Cosmonauts en The Mermen. Het laatste trio, ook wel bekend als 'het Pink Floyd van de VS' en begonnen als pastiche op de klassieke surfhits van begin jaren zestig, heeft met vooral gitarist Jim Thomas een nieuwe stroming ontwikkeld die steeds verder af is komen te staan van de oorsprong: de psycho-surf, een subgenre dat ook te horen is bij veel hedendaagse games en als achtergrondmuziek bij Internet-producties.
Bij het grote publiek is deze surfrockrevival vooral bekend geworden door de muziek van de film Pulp Fiction (1994, van Quentin Tarantino).

## Nederlandse surfbands
Het eerste  Nederlandse surfnummer  is Hurricane van Conrad & The Hurricane Strings. Pas nadat de broers Don & Ed Sigarlaki van de Amsterdamse indo-rockband The Rocking Yings in 1962 naar Californië emigreerden, vormden ze samen met de broers Coen (“Conrad”) & Pat Couwenberg de band Conrad & The Hurricane Strings. In 1963 namen ze een instrumentale surfsingle op in de Pal Recording Studios in Cucamonga, Californië, dezelfde studio waar ook Wipe Out van The Surfaris is opgenomen. In deze studio werkte een zekere Frank Zappa die de single ook meeproduceerde. De single werd uiteindelijk op het vrij onbekende label Daytone uitgebracht. Wat later bracht het landelijk opererende label Era de single opnieuw uit. Nederland heeft daarna een aantal surfbands voortgebracht die in de wereld van de surfmuziek bekendheid genieten, zoals The Treble Spankers, The Apemen, The Phantom Four, The Krontjong Devils, Bevel Emboss, Stories From Shamehill en The Biarritz Boys.